# Astrid Sampe
Astrid Sampe (* 27. Mai 1909 in Stockholm;; † 1. Januar 2002 ebenda) war eine schwedische Künstlerin, die hauptsächlich mit Textilien und Inneneinrichtung arbeitete.

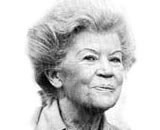
Astrid Sampe

## Leben

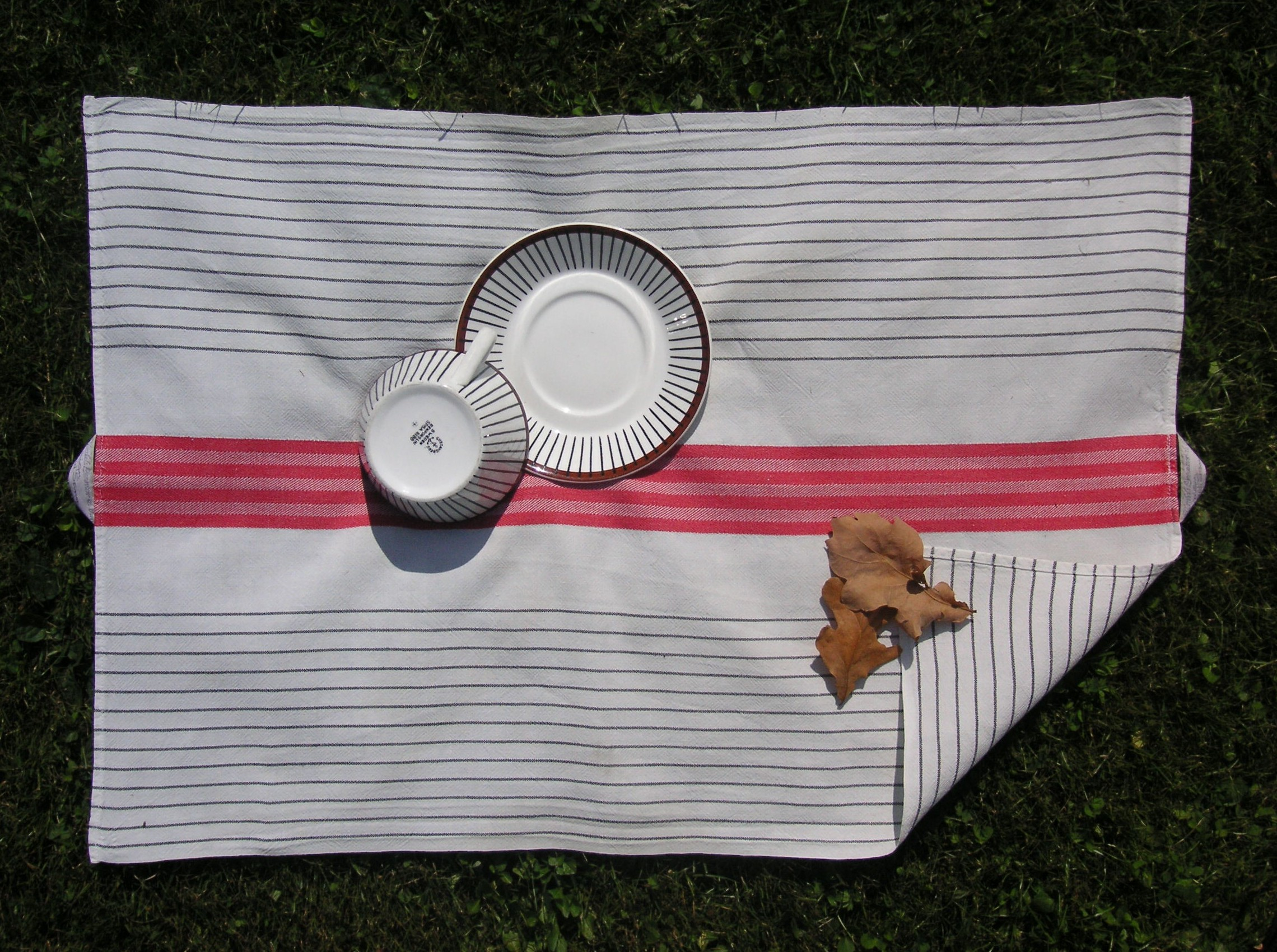
Astrid Sampes Kökstrivsel mit Stig Lindbergs Tasse Spisa Ribb

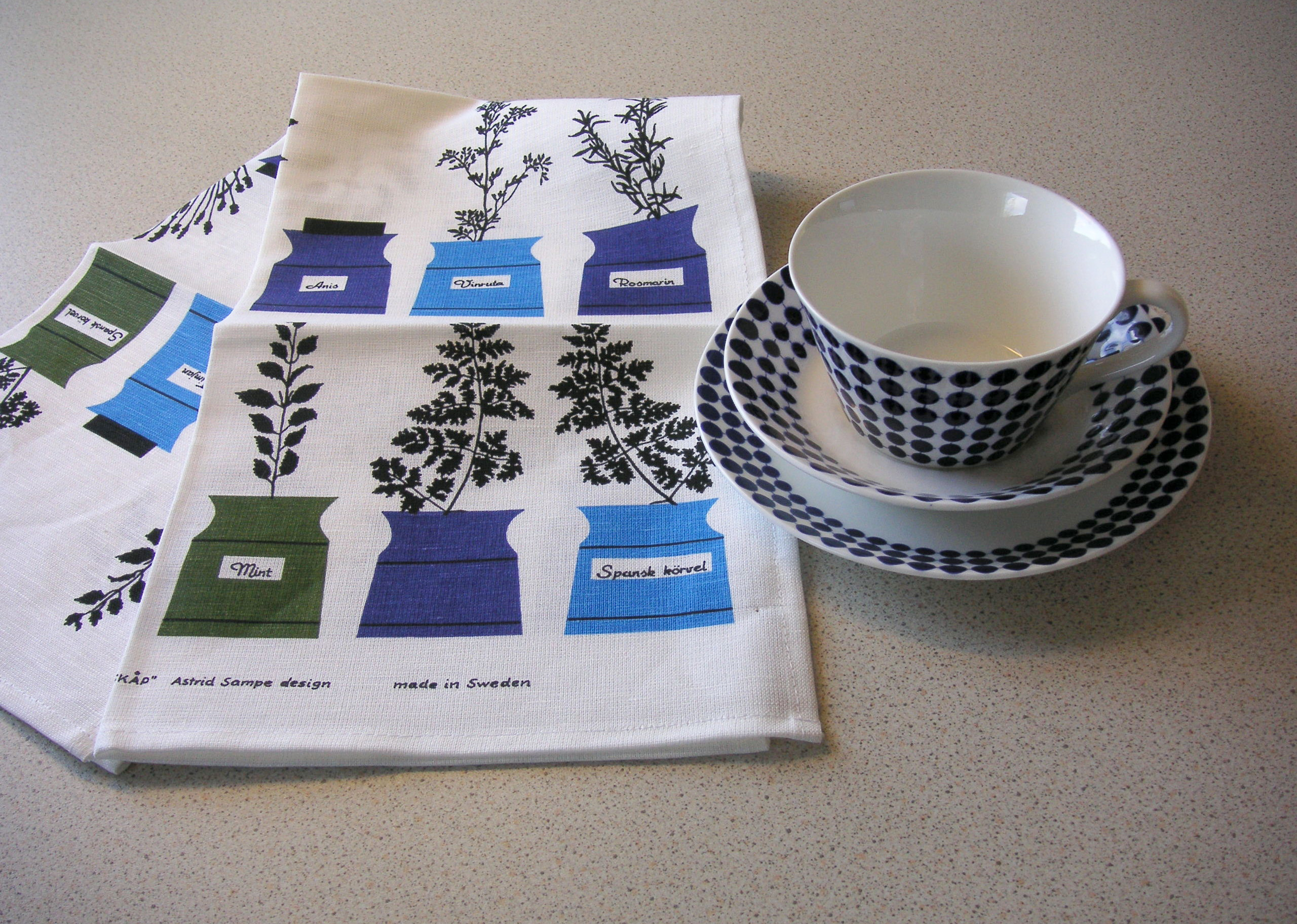
Perssons kryddskåp mit
Stig Lindbergs Tasse Adam

Sampe erhielt ihre Ausbildung zwischen 1928 und 1932 an der Kunsthochschule Konstfack in Stockholm und am Royal College of Art in London. 1937 kam sie als Designerin zur Nordiska Kompaniet (NK), dem eleganten Stockholmer Warenhaus. Im folgenden Jahr übernahm sie dort die Leitung der neu eingerichteten Textilienabteilung. 1939 gestaltete sie zusammen mit Sven Markelius den schwedischen Pavillon auf der Weltausstellung in New York.
Auf der Helsingborger Ausstellung 1955 präsentierte sie die Linnelinjen (dt. Leinen-Linie), die den Wäscheschrank der schwedischen Hausfrau revolutionieren sollte. Das Publikum war begeistert von den neuen Formaten und Mustern der farbigen Laken, Küchentücher und Servietten. Zu einem Klassiker sollte sich Kökstrivsel (Küchengemütlichkeit) entwickeln, ein Geschirrtuch in Leinen mit roten und schwarzen Streifen. Es entsprach dem Slogan der Svenska Slöjdföreningen «vackrare vardagsvara» (hübscherer Gebrauchsgegenstand) und wird von Klässbol Linneväveri immer noch hergestellt.
Während der 1950er Jahre wurden bedruckte Handtücher populär, besonders Sampes Perssons kryddskåp (Perssons Gewürzregal), das der Keramikerin Signe Persson-Melin gewidmet war. Persson-Melin hatte zur Helsingborgausstellung 1955 eine Serie von Gewürztöpfchen aus Keramik mit Korkverschlüssen herausgebracht.
Als Nordiska Kompaniet 1972 umstrukturiert wurde, verließ Sampe nach 35 Jahren die Firma. Sie gründete ein eigenes Atelier in Stockholm, in dem sie bis zu ihrem Tod Textilien und Einrichtungen entwarf.
Familie

Von 1936 bis 1950 war sie mit Direktor Sten Hultberg verheiratet, mit dem sie zwei Kinder hatte: Monica (geboren 1939) und Henrik (geboren 1942).

## Preise
- Grand Prix auf der Mailänder Triennale 1954
- Gregor-Paulsson-Auszeichnung 1956